# خدرنق مثقابي

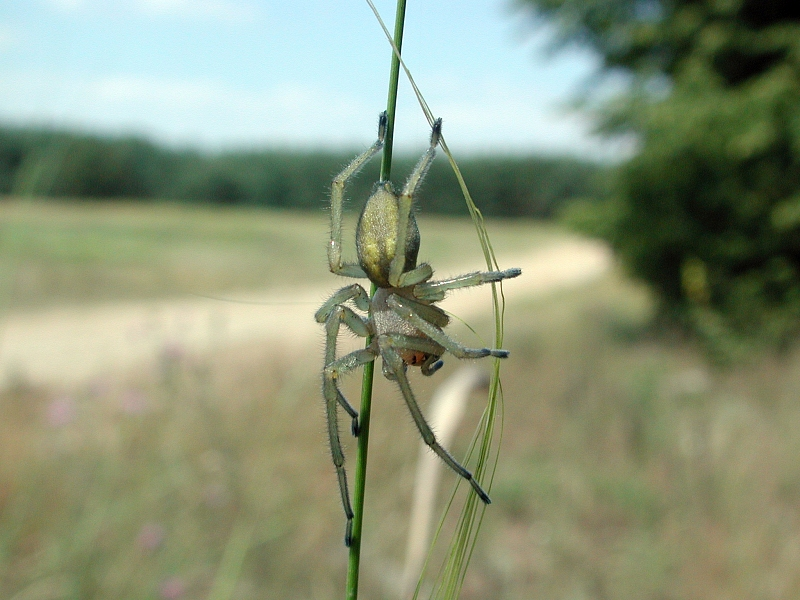

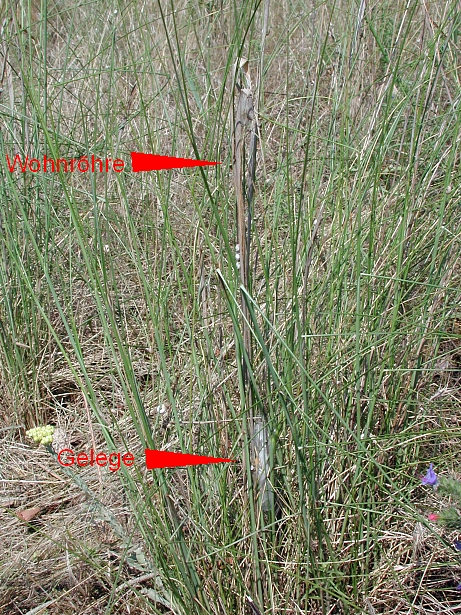
eggsacs

خدرنق مثقابي (الاسم العلمي: Cheiracanthium punctorium) هو نوع من العنكبوتيات يتبع جنس الخدرنق من الفصيلة العناكب الكيسية.